# أوسال (اسم)
أَوْسَال هو اسم علم مؤنث من أصل عربي، ومعناه هو تقرب الإنسان بالعمل إلى الله تعالى.